# 夏口之战
夏口之战是中国的三国时期之前的公元203年发生在军阀会稽太守孙权和荆州牧刘表之间的一场战役。孙权试图征服刘表部将黄祖把守的江夏郡（今湖北云梦）。这场战役没有结果，即使在黄祖撤退后，孙权也未能攻占江夏。直到五年后的江夏之战，孙权才终于取得对黄祖的完胜。

## 背景
200年，孙权继承了兄长讨逆将军孙策在194年 - 199年征服的江东地区。东汉朝廷的实际掌权者曹操认可他为江东之主，又任他为讨虏将军、会稽太守。
2年后，孙权镇压庐江太守李术叛乱并兼并其三万军队。203年，孙权对江东的控制已稳固，便将谋士鲁肃提出过的战略付诸实际。在鲁肃的计划中，孙权将占有刘表管下的荆州，控制整个华南地区，以长江为天然屏障抵御北方军队入侵。孙权控制荆州的第一个障碍便是荆州沿长江的东面门户江夏郡。此外，孙权攻打江夏还有个人因素，因为黄祖使他的父亲孙坚在12年前的襄阳之战中阵亡。

## 战役
孙权命破贼校尉凌操率领先锋舰队先行，自己随大船缓缓前进。黄祖则率军从江夏赶到夏口布防。
在进军江夏途中，凌操在夏口河岸遭遇黄祖水军的大船。尽管凌操在人数上处于劣势，但他认为自己身为先锋应该为主公扫清阻碍。他勇敢地身先士卒，直冲黄祖舰队的中心。黄祖没想到自己的大军会遭到小部队的进攻，猝不及防。等他反应过来，凌操已经在他面前杀出一条路。黄祖为了逃命放弃旗舰，登上小船，水军大乱。当黄祖的士兵看到首领向他们逃来，便放弃岗位，争着撤退，水军崩溃。
凌操追击黄祖，在混战中登上小船。但当他接近黄祖想取其首级时，被黄祖部将甘宁射杀；黄祖因而平安撤回江夏。此后，他一直待在江夏，没再迎战孙权主力。孙权虽然击破黄祖水军但无法摧毁江夏的城墙，于是撤回江东应对时常来袭的山越部落。

## 后果
尽管甘宁救了黄祖的命，但黄祖并不感激，他藐视甘宁当过海盗；甘宁听从同僚苏飞的意见，背叛黄祖，投奔孙权。孙权热情欢迎甘宁到来，接受甘宁建议于208年全面进攻黄祖，就此发生了江夏之战。